# Stadio Giovanni Chiggiato
Lo stadio comunale Giovanni Chiggiato è un impianto sportivo di Caorle (VE) ed è intitolato a Giovanni Chiggiato.
L'impianto è dotato di una tribuna coperta capace di ospitare 2000 spettatori, il campo di gioco di metri 110x65 è in erba naturale e contornato da una pista d'atletica a sei corsie di ultima generazione.

## Meeting internazionale dell'atletica leggera
Dopo i giochi olimpici di Montreal del 1976, prese il via un meeting destinato ad entrare nel panorama internazionale dell'atletica leggera. Così ogni anno il "gotha" mondiale dell'atletica leggera per ben 24 edizioni ha attirato migliaia di appassionati e non nella piccola cittadina. Il meeting ha smesso di esistere dopo l'ultima edizione del 2000 a causa della mancata copertura televisiva della RAI. La manifestazione ha visto gareggiare molti tra i più forti atleti del mondo: Donovan Bailey, Fiona May, Kevin Young, Bruny Surin, Troy Kemp, Okkert Brits, Ana Fidelia Quirot, e ancor prima Pietro Mennea, Sara Simeoni, Stefka Kostadinova, Gabriella Dorio, Saïd Aouita e molti altri.

## Calcio

### Mundialito
In questo stadio si sono giocate negli anni ottanta alcune partite del Mundialito di calcio femminile, un prestigioso torneo ad invito per nazionali. In particolare, al Giovanni Chiggiato si sono disputati incontri nelle edizioni del 1984 e 1985.

### Nazionali giovanili
- 23 Novembre 2013: Italia Under-20 - Iran Under-20
- 24 Settembre 2014: Italia Under-18 - Inghilterra Under-18[5]
- 7 ottobre 2015: Italia Under-20 - Polonia Under-20[6]
- 7 ottobre 2016: Italia Under-18 - Paesi Bassi Under-18

## Settori stadio
- Tribuna centrale totalmente coperta (2000 posti)

in passato erano state poste due tribune provvisorie di fronte alla tribuna centrale che portarono la capienza a circa 3000 posti.

## Ubicazione
Lo stadio è situato in piazzale Olimpia vicino al Palamare e al Palaexpomar, e dista 100 metri dalla stazione degli autobus di Caorle